# Gage megye
Gage megye az Amerikai Egyesült Államokban, azon belül Nebraska államban található. Megyeszékhelye és legnagyobb városa Beatrice. Lakosainak száma 21 704 fő (2020. április 1.). Gage megye Lancaster, Marshall, Johnson, Pawnee, Saline, Jefferson, Otoe és Washington megyékkel határos.

## Népesség
A megye népességének változása:
| Lakosok száma | 22 292 | 21 967 | 21 787 | 21 864 | 21 900 | 21 704 |
|               | 2010   | 2011   | 2012   | 2013   | 2015   | 2020   |